# مدحت حسانين
مدحت محمد حسانين (1939-) هو أستاذ أكاديمي في العلوم المالية بالجامعة الأمريكية بالقاهرة، ووزير المالية المصري الأسبق خلال فترة (1999 - 2004)، وأحد كبار محللى سياسة الاقتصاد المالى، يرجع له فضل تأسيس الجيل الثانى من الإصلاحات المالية العامة للحكومة المصرية، تشمل الإصلاحات الجمركية والضريبية، وإعادة النظر في نظام المشتريات الحكومية ومراجعة نظام المعاشات والسياسة الاستثمارية لأموال التأمينات الاجتماعية.

## حياته
ولد مدحت محمد حسانين في القاهرة سنة 1939، حصل حسانين على درجة البكالوريوس في الاقتصاد من جامعة القاهرة، كما حصل على درجة الماجستير في إدارة الأعمال من كلية ستيرن للأعمال جامعة نيويورك، وحصل علي الدكتوراه من كلية وارتون لإدارة الأعمال جامعة بنسيلفانيا بالولايات المتحدة.

## مناصب
شغل حسانين العديد من المناصب منها؛
- أستاذ أكاديمي في العلوم الاقتصادية بالجامعة الأمريكية بالقاهرة.
- رئيسًا لمجلس إدارة شركة تمويل الطيران المدني القابضة (CIAF Holding) خلال فترة (2008 حتي مارس 2017.
- عضوًا مجلس الإدارة ورئيس لجنة التدقيق في البنك التجاري الدولي (CIB)، من 2009 حتي 2017.[3]
- عضوًا في مجلس إدارة ورئيس لجنة المراجعة ببنك إتش إس بي سي مصر خلال فترة (2004 حتي 2009).
- كبير الاقتصاديين في قسم المشاريع في الصندوق العربي للإنماء الاقتصادي والاجتماعي بالكويت. (وهو صندوق تنمية إقليمي يعمل وفق قواعد البنك الدولي ويخدم جميع الدول النامية). ساهم خلال فترة عمله بالصندوق في تمويل مشاريع البنية التحتية والصناعات الزراعية والصناعية والزراعية، رقي بعد ذلك لقيادة قسم المساعدة الفنية بالصندوق.[4]
- رئيس قطاع الاستثمار المسؤول عن تمويل المشاريع وإدارة الأصول ومعاملات الأسهم الخاصة في بنك الاستثمار العربي.
- الرئيس التنفيذي للبنك المصري الخليجي في مصر.
- عضواً في اللجنة المعنية بالتمكين القانوني للفقراء، وهي أحد أجهزة الأمم المتحدة، اختيري بين المفوضين ليكون رئيساً للمجموعة الرابعة، (واحدة من بين خمس مجموعات).
- عضو كذلك في العديد من الجمعيات المهنية المحلية والدولية.
- شغل العديد من مناصب رئيس مجلس إدارة وعضو مجلس إدارة البنوك الاستثمارية والتجارية والتنموية والشركات القابضة العامة والشركات الخاصة.

## وزيراً للمالية
شغل منصب وزير المالية المصري في أكتوبر سنة 1999 حتي يوليو سنة 2004، خلال فترة عمله كوزير، قام بتطوير وتأسيس مجموعة الجيل الثاني من إصلاحات السياسة المالية العامة للحكومة المصرية.
شملت الإصلاحات الضريبية والجمركية؛
- مراجعة نظام المشتريات في الحكومة.
- مراجعة نظام المعاشات.
- مراجعة سياسة استثمار صناديق التأمين الاجتماعي، وإدخال مراجعات الإنفاق العام ووضع الميزانية على أساس الأداء.
- بناء التصميم والسياسات لإضفاء الطابع الرسمي على الكيانات غير القانونية.
- تأمين حزم التمويل الدولية والمحلية لتنفيذ المشاريع الوطنية.
- وضع برنامج لخصخصة الهيئات الاقتصادية العامة.
- وضع برنامج لإدارة التدفق النقدي الحكومي.
- أشرف على تحويل ضريبة المبيعات في مصر إلى ضريبة أولية على القيمة المضافة، بعد الموافقة على القانون من قبل مجلس النواب المصري في سنة 2003.
- ادخال النظام الالكتروني لأول مرة في تاريخ النظام الضريبي في مصر، وضم بذلك المركز في مبنى واحد ثلاث إدارات للإيرادات ممثلة بوحدات قيادية من كل منها، وهي (مصلحة ضريبة الدخل، ومصلحة ضريبة المبيعات، ومصلحة العملاء).

## مؤلفاته
قام حسانين بتأليف العديد من المقالات والتقارير الحكومية حول قضايا الاقتصاد والسياسة المالية والنقدية والمالية والمصرفية وإصلاحات الاقتصاد الكلي والخصخصة وأسواق رأس المال والاقتصاد غير القانوني في مصر، وادماج القطاع غير الرسمي في الاطار الرسمي للنشاط الاقتصادي.
| المناصب السياسية       | المناصب السياسية                                       | المناصب السياسية    |
| ---------------------- | ------------------------------------------------------ | ------------------- |
| سبقه محيي الدين الغريب | وزير المالية المصري من 10 أكتوبر 1999 إلي 9 يوليو 2004 | تبعه يوسف بطرس غالي |